# Article 35 de la Constitution de la Cinquième République française
Article 34-1 Article 36
L'article 35 de la Constitution de la Ve République française définit les conditions de mise en œuvre de la guerre et des interventions de forces armées à l'étranger. Il précise en particulier les prérogatives du Parlement en ce domaine.

## Texte de l'article
« La déclaration de guerre est autorisée par le Parlement.

Le Gouvernement informe le Parlement de sa décision de faire intervenir les forces armées à l'étranger, au plus tard trois jours après le début de l'intervention. Il précise les objectifs poursuivis. Cette information peut donner lieu à un débat qui n'est suivi d'aucun vote.
Lorsque la durée de l'intervention excède quatre mois, le Gouvernement soumet sa prolongation à l'autorisation du Parlement. Il peut demander à l'Assemblée nationale de décider en dernier ressort.

Si le Parlement n'est pas en session à l'expiration du délai de quatre mois, il se prononce à l'ouverture de la session suivante. »
— Article 35 de la Constitution du 4 octobre 1958
Les alinéas 2 à 4 ont été ajoutés par la révision constitutionnelle du 23 juillet 2008.

## Raisons et source de la révision
La modification constitutionnelle de 2008 a permis un meilleur contrôle et une meilleure information du Parlement sur les questions militaires qui restent le domaine réservé de l'exécutif. Du fait du changement de la nature des opérations militaires (le terme de guerre n'est plus utilisé et a été remplacé par celui d'opérations militaires extérieures), il devenait nécessaire de procéder à un changement tenant compte de cette évolution pour permettre au Parlement d'avoir un rôle plus affirmé.
Pour ce faire, selon Didier Jamot : « La révision constitutionnelle du 23 juillet 2008 a essayé de reprendre globalement les dispositions du texte américain (War Powers Resolution). Ainsi le Parlement français est informé au plus tard 72 heures après l’intervention militaire, là où le Congrès américain est informé au bout de 24 heures. Les parlementaires français peuvent débattre (la liberté d’expression est sauve…), mais non voter. Par ailleurs, le Parlement français peut autoriser la prolongation de l’intervention des forces armées, mais seulement au bout du quatrième mois (le Congrès américain se prononçant au bout de 60 jours). Le projet de loi constitutionnelle prévoyait six mois… Enfin en France, comme aux États-Unis, les chambres parlementaires votent chacune l’une après l’autre pouvant engendrer une crise politique, même si en France l’Assemblée nationale a le dernier mot. La nouvelle rédaction de l’article 35 de la Constitution paraît de toute évidence comme un succédané de la War Powers Resolution. »

## Application
L'alinéa 1er n'a jamais été mis en application au cours de la Cinquième République : les opérations militaires menées par la France n'ont pas pris la forme d'une déclaration de guerre. Lors de la guerre du Golfe à laquelle la France a participé, deux sessions extraordinaires du Parlement ont été convoquées en août 1990 et en janvier 1991. La première a donné lieu à un simple débat. En revanche, la deuxième a été le théâtre d'un vote sur la question de l'engagement militaire mais dans le cadre de l'article 49 alinéa 1 de la Constitution sur l'engagement de la responsabilité du gouvernement et non dans le cadre de l'article 35. Les engagements au Kosovo et en Bosnie dans les années 1990 ont donné lieu à des débats parlementaires qui n'ont pas débouché sur un vote. Du fait de l'évolution du contexte international et de l'influence de l'Organisation des Nations unies qui autorise non pas des guerres mais des opérations de maintien ou de rétablissement de la paix, cet alinéa peut être considéré comme anachronique.
L'alinéa 3 a été utilisé plusieurs fois :
- le 22 septembre 2008, pour la prolongation de l’intervention des forces armées en Afghanistan ;
- le 28 janvier 2009, pour la prolongation de cinq interventions : au Tchad, en République centrafricaine, en Côte d’Ivoire, au Liban et au Kosovo ;
- le 12 juillet 2011, pour la prolongation de l’opération Harmattan en Libye ;
- le 22 avril 2013, pour la prolongation de l’opération Serval au Mali ;
- le 25 février 2014, pour la prolongation de l’opération Sangaris en Centrafrique ;
- le 13 janvier 2015, pour la prolongation de l’opération Chammal en Irak ;
- le 25 novembre 2015, pour la prolongation de l’engagement des forces aériennes au-dessus du territoire syrien[3].